# Cobrador
Cobrador, englisch Cobrador Island, ist eine philippinische Insel im Nordosten der Sibuyansee. Sie liegt etwa 8 km östlich der Nordostküste der Insel Tablas.

## Verwaltung
Die Insel gehört zur Gemeinde Romblon (Municipality of Romblon) in der gleichnamigen philippinischen Provinz Romblon.